# Queen on Fire - Live at the Bowl
Queen on Fire - Live At The Bowl è un album live e un DVD dei Queen del 2004 che ripropone in versione completa il concerto tenutosi al Milton Keynes Bowl il 5 giugno 1982, nell'ambito dello European Hot Space Tour.

## Brani
Contiene molte canzoni tratte dall'album Hot Space (tra cui Action This Day e Back Chat) che non sono mai state pubblicate dal vivo. Il brano Somebody to Love è stato inserito anche nella VHS del 1989 Rare Live.

## Tracce

### Disco 1
1. Flash - 1:54
2. The Hero - 1:45
3. We Will Rock You (Fast) - 3:18
4. Action This Day - 4:53
5. Play the Game - 4:31
6. Staying Power - 4:03
7. Somebody to Love - 7:53
8. Now I'm Here - 6:18
9. Dragon Attack - 4:16
10. Now I'm Here (Reprise) - 2:21
11. Love of My Life - 4:22
12. Save Me - 4:01
13. Back Chat - 5:01

### Disco 2
1. Get Down, Make Love - 3:40
2. Guitar Solo - 6:22
3. Under Pressure - 3:47
4. Fat Bottomed Girls - 5:25
5. Crazy Little Thing Called Love - 4:15
6. Bohemian Rhapsody - 5:38
7. Tie Your Mother Down - 4:10
8. Another One Bites the Dust - 3:49
9. Sheer Heart Attack - 3:26
10. We Will Rock You - 2:08
11. We Are the Champions - 3:29
12. God Save the Queen - 1:26

### DVD

#### Disco 1: Live al Milton Keynes Bowl
1. Flash - 1:52
2. The Hero - 1:45
3. We Will Rock You (Fast) - 3:17
4. Action This Day - 5:05
5. Play the Game - 4:50
6. Staying Power - 4:08
7. Somebody to Love - 7:53
8. Now I'm Here - 6:24
9. Dragon Attack - 4:13
10. Now I'm Here (Reprise) - 2:29
11. Love Of My Life - 4:22
12. Save Me - 4:01
13. Back Chat - 4:58
14. Get Down, Make Love - 3:37
15. Guitar Solo - 6:38
16. Under Pressure - 4:01
17. Fat Bottomed Girls - 5:54
18. Crazy Little Thing Called Love - 4:15
19. Bohemian Rhapsody - 5:37
20. Tie Your Mother Down - 3:47
21. Another One Bites the Dust - 3:49
22. Sheer Heart Attack - 3:27
23. We Will Rock You - 2:08
24. We Are the Champions - 3:28
25. God Save the Queen - 1:30

#### Disco 2: contenuti speciali
- Interviste varie:
  - Interviste nel backstage (a Milton Keynes)
  - Intervista a Freddie (a Monaco)
  - Intervista a Roger e Brian (a Monaco)
- I momenti più belli della tournée:
  - dalla Stadthalle (il 12 maggio 1982 - Vienna, Austria)
    - Another One Bites The Dust - 3:26
    - We Will Rock You - 2:22
    - We Are The Champions / God Save The Queen - 4:36

  - dal "Seibu Lions Stadium" (3 novembre - Tokorozawa, Giappone)
    - Flash - 0:56
    - The Hero - 1:46
    - Now I'm Here - 3:36
    - "Interludio vocale di Freddie" - 2:16
    - Put Out The Fire - 2:06
    - Dragon Attack - 2:59
    - Now I'm Here (Reprise) - 1:06
    - Crazy Little Thing Called Love - 5:07
    - Teo Torriatte (Let Us Cling Together) - 4:22
- Photo Gallery

## Formazione
- Freddie Mercury - voce, pianoforte, chitarra in Crazy Little Thing Called Love
- Brian May - chitarra, cori, pianoforte in Save Me e Teo Torriatte (Let Us Cling Together)
- John Deacon - basso, chitarra in Staying Power
- Roger Taylor - batteria, cori
- Morgan Fisher - tastiere, pianoforte